# Alex Caffi
Alessandro «Alex» Caffi (Rovato, Brescia, 18 de marzo de 1964) es un expiloto italiano de automovilismo. Participó en 77 Grandes Premios de Fórmula 1.

## Biografía

### Fórmula 1
Debutó el 7 de septiembre de 1986 con el equipo Osella en el Gran Premio de Italia. Estuvo en dicho equipo durante dos años para pasar al equipo Dallara (temporadas 1988 y 1989), posteriormente al equipo Arrows (1990) y finalizó su carrera en el equipo Footwork (1991), escudería en la cual participó por última vez en una carrera de la Fórmula 1, aunque al año siguiente fue piloto del equipo Andrea Moda.
Puntuó en tres ocasiones: Gran Premio de Mónaco de 1989 (4.º, 3 puntos), Gran Premio de Canadá de 1989 (6.º, 1 punto) y en el Gran Premio de Mónaco de 1990 (5.º, 2 puntos).

### Años posteriores
Tras su paso por la F1, Caffi compitió en autos deportivos y de turismos. En 2016, fundó su equipo Alex Caffi Motorsport, que ingresó a la NASCAR Whelen Euro Series. Además, Caffi es instructor en la escuela de conducción segura de Subaru Italia.

## Resultados

### Fórmula 1
(Clave) (negrita indica pole position) (cursiva indica vuelta rápida)

| Año     | Escudería                         | 1        | 2       | 3       | 4       | 5        | 6       | 7       | 8        | 9        | 10       | 11      | 12       | 13       | 14       | 15      | 16      | Pos. | Puntos |
| ------- | --------------------------------- | -------- | ------- | ------- | ------- | -------- | ------- | ------- | -------- | -------- | -------- | ------- | -------- | -------- | -------- | ------- | ------- | ---- | ------ |
| 1986    | Osella Squadra Corse              | BRA      | ESP     | SMR     | MON     | BEL      | CAN     | USE     | FRA      | GBR      | GER      | HUN     | AUT      | ITA NC   | POR      | MEX     | AUS     | NC   | 0      |
| 1987    | Osella Squadra Corse              | BRA Ret  | SMR 12  | BEL Ret | MON Ret | USE Ret  | FRA Ret | GBR Ret | GER Ret  | HUN Ret  | AUT Ret  | ITA Ret | POR Ret  | ESP DNQ  | MEX Ret  | JPN Ret | AUS DNQ | NC   | 0      |
| 1988    | Scuderia Italia                   | BRA DNPQ | SMR Ret | MON Ret | MEX Ret | CAN DNPQ | USE 8   | FRA 12  | GBR 11   | GER 15   | HUN Ret  | BEL 8   | ITA Ret  | POR 7    | ESP 10   | JPN Ret | AUS Ret | NC   | 0      |
| 1989    | Scuderia Italia                   | BRA DNPQ | SMR 7   | MON 4   | MEX 13  | USA Ret  | CAN 6   | FRA Ret | GBR DNPQ | GER Ret  | HUN 7    | BEL Ret | ITA 11   | POR Ret  | ESP Ret  | JPN 9   | AUS Ret | 19.º | 4      |
| 1990    | Footwork Arrows Racing            | USA      | BRA Ret | SMR DNQ | MON 5   | CAN 8    | MEX DNQ | FRA Ret | GBR 7    | GER 9    | HUN 9    | BEL 10  | ITA 9    | POR 13   | ESP      | JPN 9   | AUS DNQ | 16.º | 2      |
| 1991    | Footwork Grand Prix International | USA DNQ  | BRA DNQ | SMR DNQ | MON DNQ | CAN      | MEX     | FRA     | GBR      | GER DNPQ | HUN DNPQ | BEL DNQ | ITA DNPQ | POR DNPQ | ESP DNPQ | JPN 10  | AUS 15  | NC   | 0      |
| 1992    | Andrea Moda Formula               | RSA EX   | MEX DNP | BRA     | ESP     | SMR      | MON     | CAN     | FRA      | GBR      | GER      | HUN     | BEL      | ITA      | POR      | JPN     | AUS     | NC   | 0      |
| Fuente: |                                   |          |         |         |         |          |         |         |          |          |          |         |          |          |          |         |         |      |        |